# Abdoulaye Sissako
Abdoulaye Sissako (Clichy, 26 maggio 1998) è un calciatore francese, centrocampista del Sint-Truiden.

## Caratteristiche tecniche
È un centrocampista difensivo.

## Carriera

### Club
Cresciuto nel settore giovanile dell'RC France, nel 2012 è stato acquistato dall'Auxerre che lo ha integrato nel proprio settore giovanile. Il 9 agosto 2016 ha esordito in prima squadra disputando l'incontro di Coppa di Lega francese vinto ai rigori contro il Bourg-en-Bresse.
Ceduto allo Châteauroux al termine della stagione 2017-2018, con il club rossoblù ha collezionato 27 presenze fra campionato e coppe prima di trasferirsi in Belgio allo Zulte Waregem nel settembre del 2019.

### Nazionale
Ha giocato nelle nazionali giovanili francesi Under-18 ed Under-19.